# Liste de personnalités nées à Portland (Oregon)
- Haut – A
- B
- C
- D
- E
- F
- G
- H
- I
- J
- K
- L
- M
- N
- O
- P
- Q
- R
- S
- T
- U
- V
- W
- X
- Y
- Z

## A
- Bruce Abbott (né en 1954), acteur

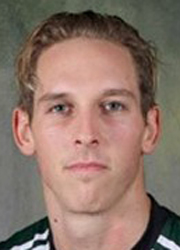
Taylor Averill

- Derroll Adams (1925-2000), musicien folk
- James Allen (né en 1979), joueur de basket-ball
- Taylor Averill (1992-), joueur américain de volley-ball

## B

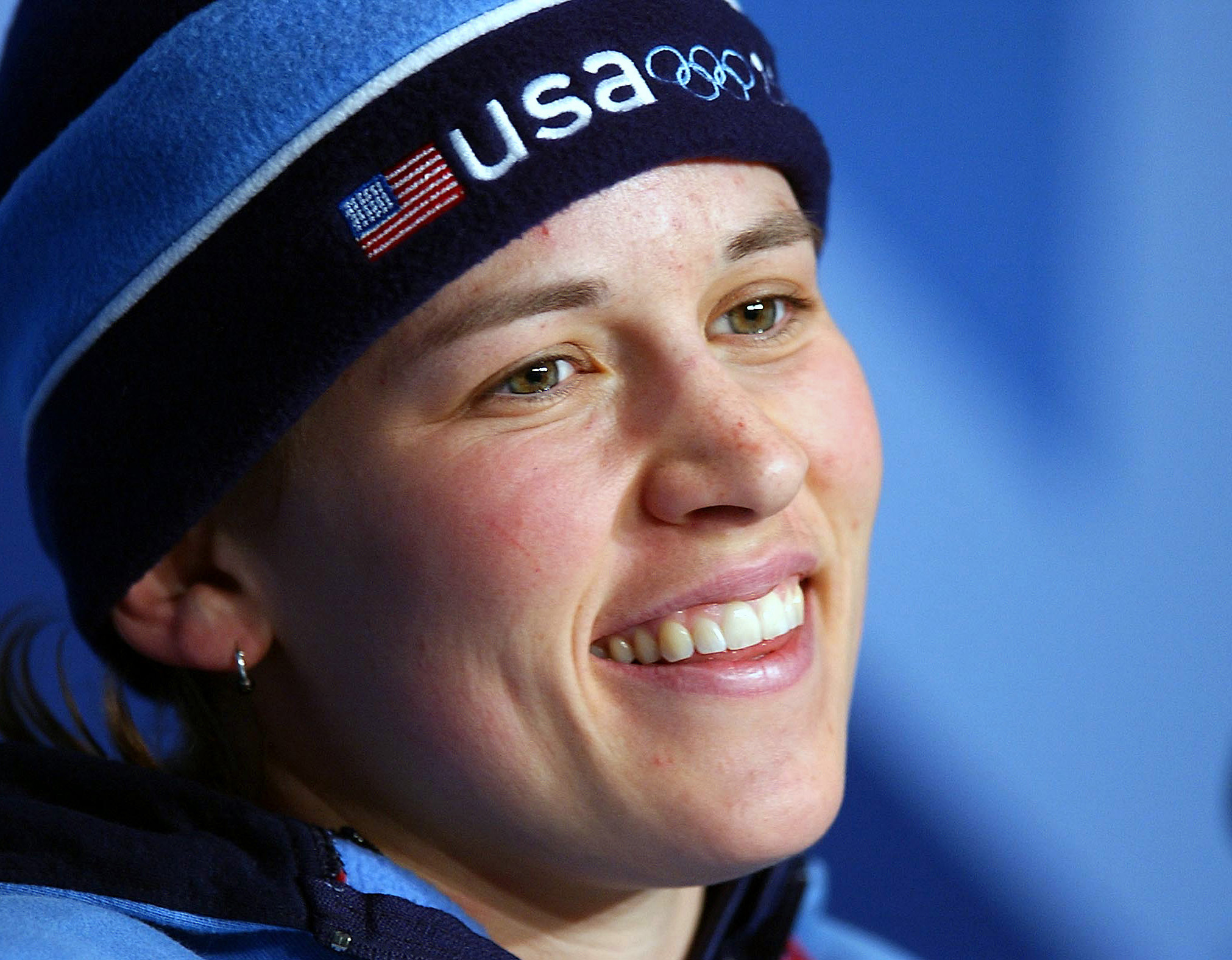
Jill Bakken

- Jill Bakken (née en 1977), pilote de bobsleigh.
- Leslie Bancroft-Krichko (née en 1959), skieuse
- Lance Bangs (né en 1972, réalisateur.
- Darwin Barney (né en 1985), joueur de baseball.
- Tony Barron (né en 1966), joueur de baseball.
- Jona Bechtolt (né en 1980), musicien.
- Earl Blumenauer (né en 1948), homme politique.
- Wally Boag (né en 1920), comédien.
- Kent Bottenfield (né en 1968), joueur de baseball.
- Chris Botti (né en 1962), trompettiste de jazz.

## C
- Erin Chambers (1979-), actrice.

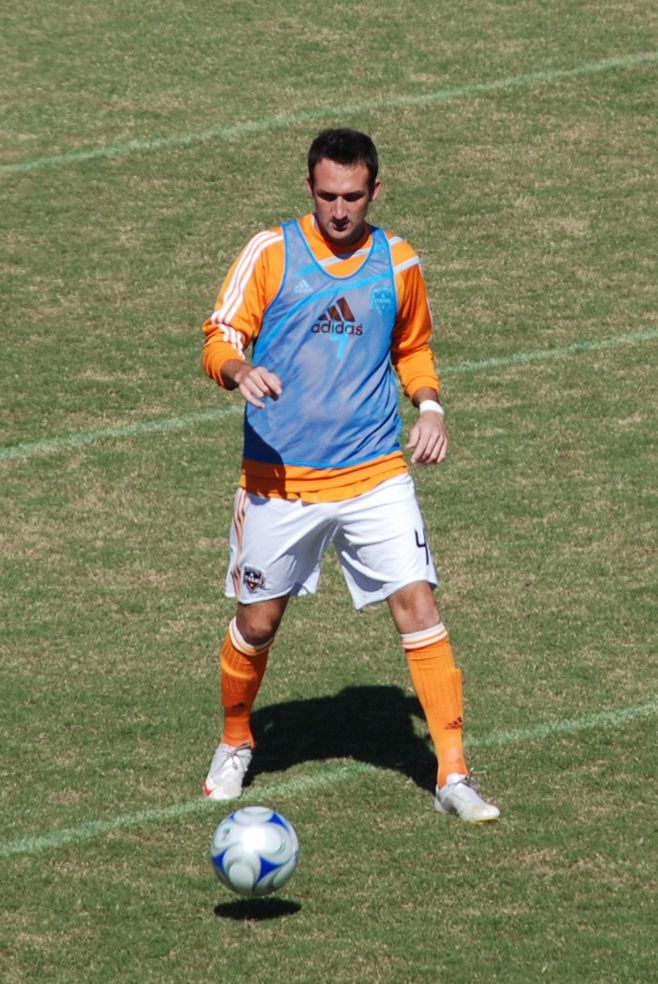
Ryan Cochrane

- Ryan Cochrane (né en 1983), joueur de soccer.
- Donald Cook (1901-1961), acteur.
- Trevor Crowe (né en 1983), joueur de baseball.
- Imogen Cunningham (1883-1976), photographe.

## D
- David DeCoteau (1962-), producteur et réalisateur.
- Matt Diaz (né en 1978), joueur de baseball.
- Michael Dickman (né en 1975), poète.
- Richard Diebenkorn (1922-1999), peintre.

## E

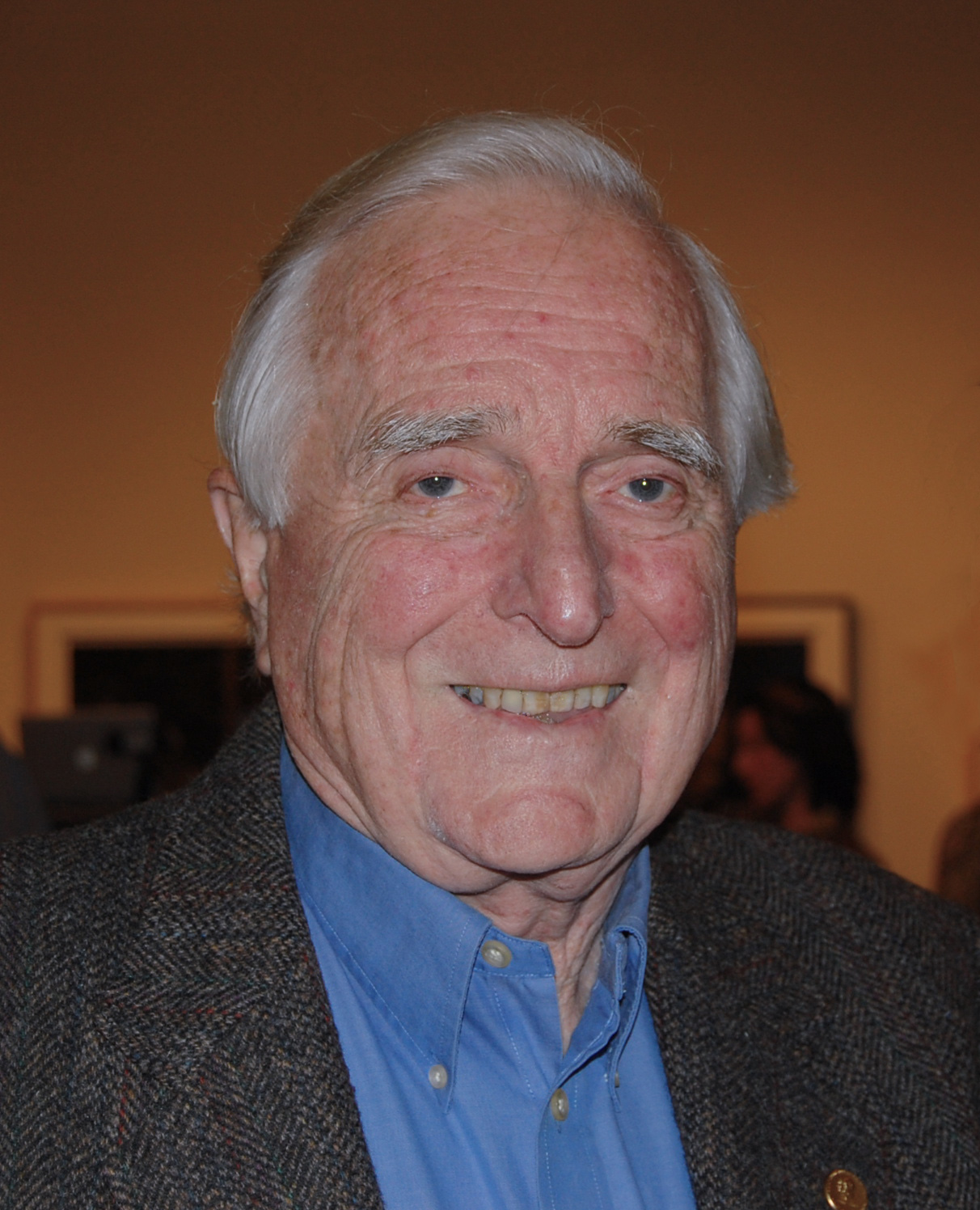
Douglas Engelbart

- Dave Edstrom (né en 1938), athlète
- Eric Alan Edwards (né en 1953), directeur de la photographie au cinéma.
- Mike Ekstrom (né en 1983), joueur de baseball.
- Paul Hugh Emmett (1900-1985), ingénieur chimiste.
- Douglas Engelbart (né en 1925), pionnier de l'informatique, inventeur de la souris.

## F
- Dick Fosbury (1947), athlète, spécialiste du saut en hauteur
- Alex Frost (né en 1987), acteur.
- Elizabeth Furse (née en 1936), femme politique

## G

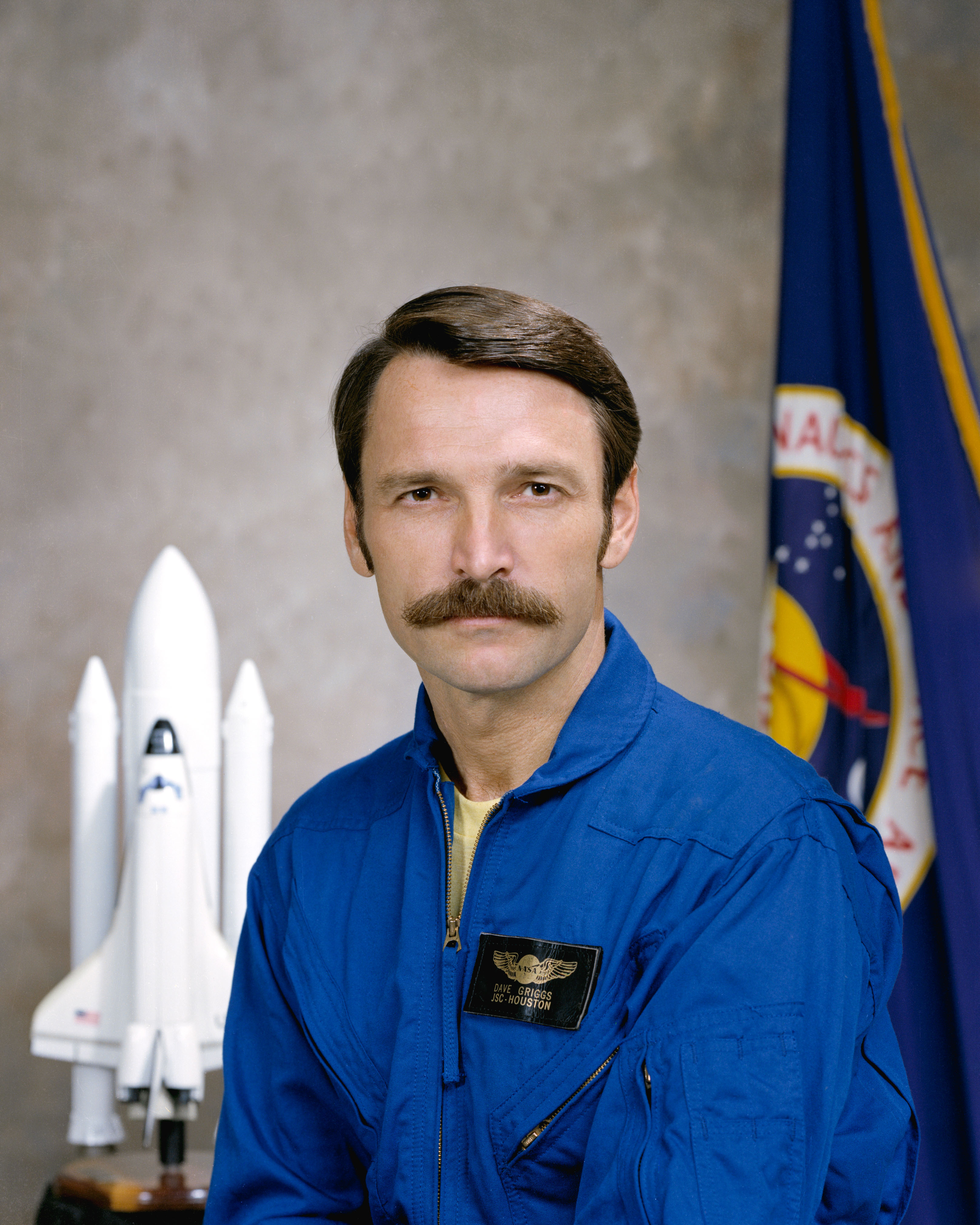
Stanley Griggs

- Rocky Gale (né en 1988), joueur de baseball.
- Cole Gillespie (né en 1984), joueur de baseball.
- A.C. Green, Jr. (né en 1963), joueur de basket-ball de NBA
- Stanley Griggs (1939-1989), astronaute du programme STS
- Matt Groening (né en 1954), auteur de bande dessinée, créateur de la série télévisée animée Les Simpson

## H
- Joey Harrington (né en 1978), joueur de football américain, évoluant au poste de quarterback.
- Bret Harrison (né en 1982), acteur.
- Byron Haskin (1899-1984), réalisateur de cinéma, directeur de la photographie et scénariste.
- Ernest Haycox (1899-1950), écrivain.
- Neil Heddings (né en 1974), skateur.
- Margaux Hemingway (1955-1996), actrice et mannequin, petite-fille de l'écrivain Ernest Hemingway.
- Bill Hudson (né en 1949), acteur et musicien.

## J
- Louis Johnson (né en 1938), boxeur

## K

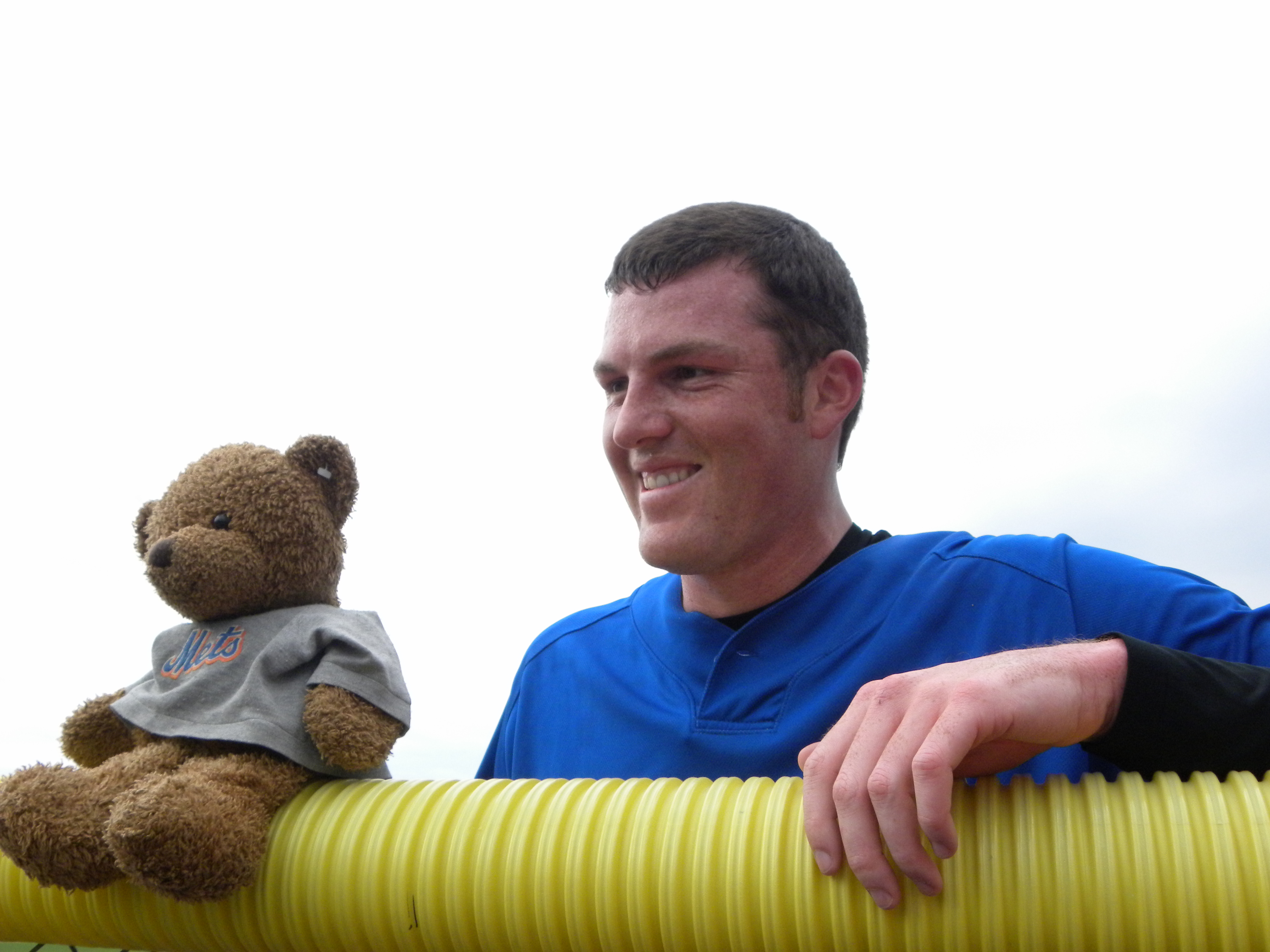
Eddie Kunz

- Philip Knight (né en 1938), entrepreneur, cofondateur et président de Nike.
- Eddie Kunz (né en 1986), joueur de baseball

## L
- Mickey Lollich (né en 1940), joueur de baseball.

## M

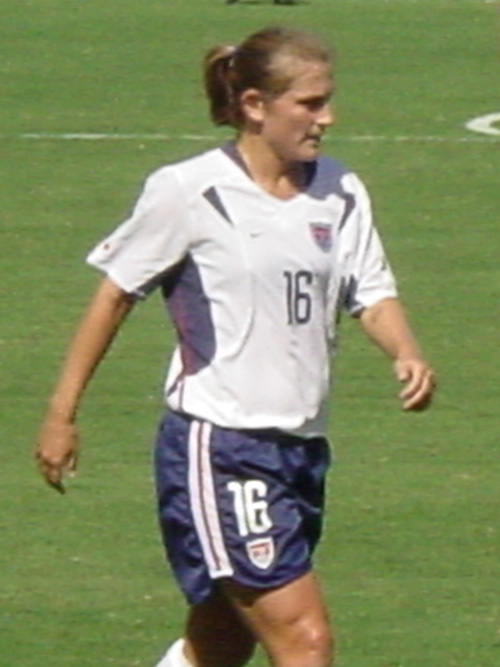
Tiffeny Milbrett

- Cade McNown (né en 1977), quarterback de football américain.
- Edwin Markham (1852-1940), poète.
- Julius Meier (1874-1937, homme d'affaires et personnalité politique, 20e gouverneur de l'Oregon.
- Tiffeny Milbrett (née en 1972), footballeuse, championne olympique de football féminin à Atlanta, (1996).
- Ona Munson (1903-1955), actrice.
- Dale Murphy (né en 1956), joueur de baseball
- Joel David Moore (né en 1977), producteur et acteur.

## N
- Gerry Norquist (né en 1962), joueur de golf.

## O
- Dan O'Brien (né en 1966), athlète pratiquant le décathlon.
- Obsession (1975-), actrice pornographique.
- Steve Olin (1965-1993), joueur de baseball.
- Kevin O'Rourke (né en 1956), acteur.

## P

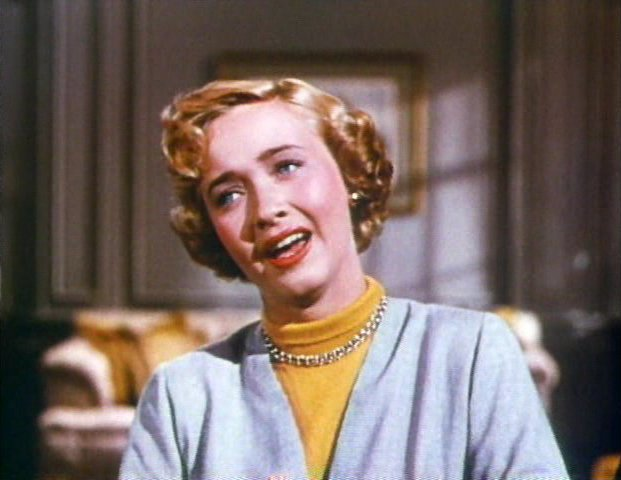
Jane Powell

- Travis Parrott (né en 1980), joueur professionnel de tennis.
- Linus Pauling (1901-1994), chimiste et physicien, Prix Nobel de chimie  en 1954 pour ses travaux décrivant la nature de la liaison chimique.
- Johnny Pesky (1919-2012), joueur de baseball.
- Mitch Pileggi (né en 1952), acteur connu pour sa participation à la série X-Files : Aux frontières du réel.
- Jane Powell (née en 1929), chanteuse et actrice.

## R
- John Silas Reed (1887-1920), journaliste et militant socialiste, célèbre pour son livre Dix jours qui ébranlèrent le monde rapportant la révolution bolchévique.
- Kimberly Rhodes (née en 1969), actrice
- Jeff Richards (1922-1989), acteur.
- Aaron Rowand (né en 1977), joueur de baseball.

## S

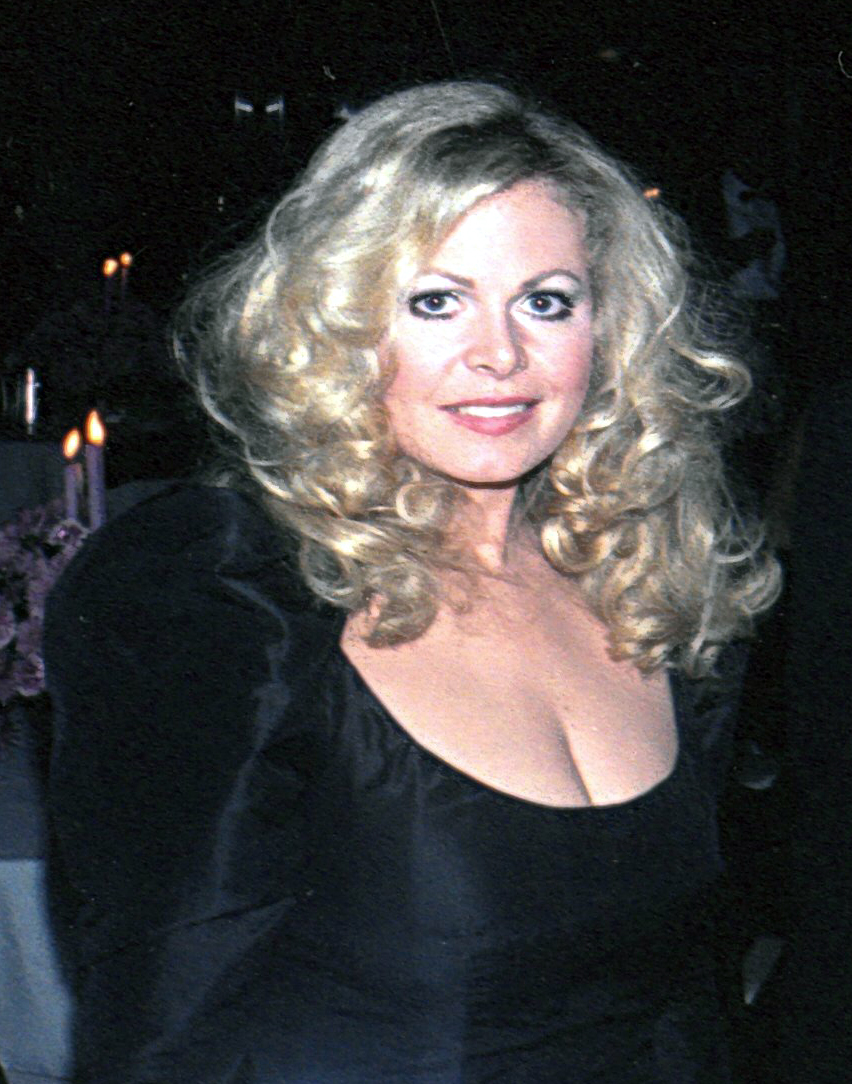
Sally Struthers

- Katee Sackhoff (née en 1980), actrice.
- Anne Schedeen (né en 1949), actrice.
- Patricia Schroeder (née en 1940), femme politique.
- Gordon Scott (1926-2007), acteur, connu pour avoir interprété  au cinéma le rôle de Tarzan de 1955 à 1960.
- Robert Sears (1884–1979), escrimeur.
- Susan Shadburne (née en 1945), scénariste, réalisatrice et productrice américaine.
- Todd Snider (né en 1966), chanteur, auteur-compositeur-interprète.
- Esperanza Spalding (née en 1984), contrebassiste, bassiste et chanteuse américaine de jazz
- Katy Steding (née en 1967), joueuse de basket-ball
- Damon Stoudamire (né en 1973), joueur professionnel de  basket-ball évoluant en NBA.
- Sally Struthers (née en 1947), actrice
- Drew Struzan (né en 1947), peintre et illustrateur.
- Ndamukong Suh (né en 1987) joueur de football américain évoluant au poste de defensive tackle.
- Robert Sylwester (né en 1927), philosophe, professeur à l'université d'Oregon.

## T

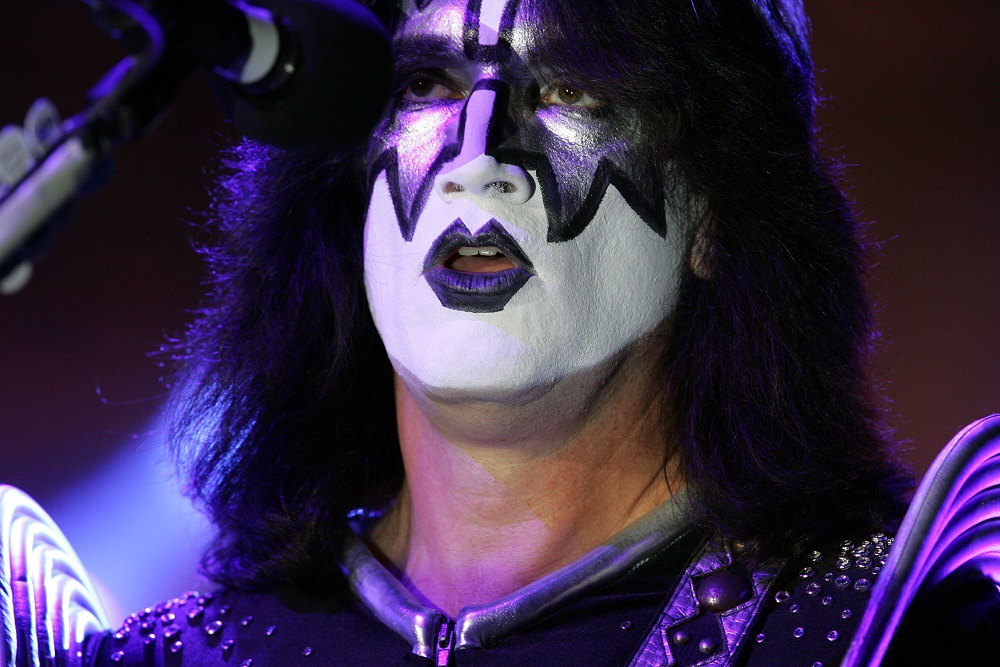
Tommy Thayer

- David Tamkin (1906–1975), compositeur de musique de films.
- Kressmann Taylor (1903-1997), écrivain
- Tommy Thayer (né en 1960), musicien, guitariste soliste du groupe de hard rock américain KISS depuis 2002.

## U

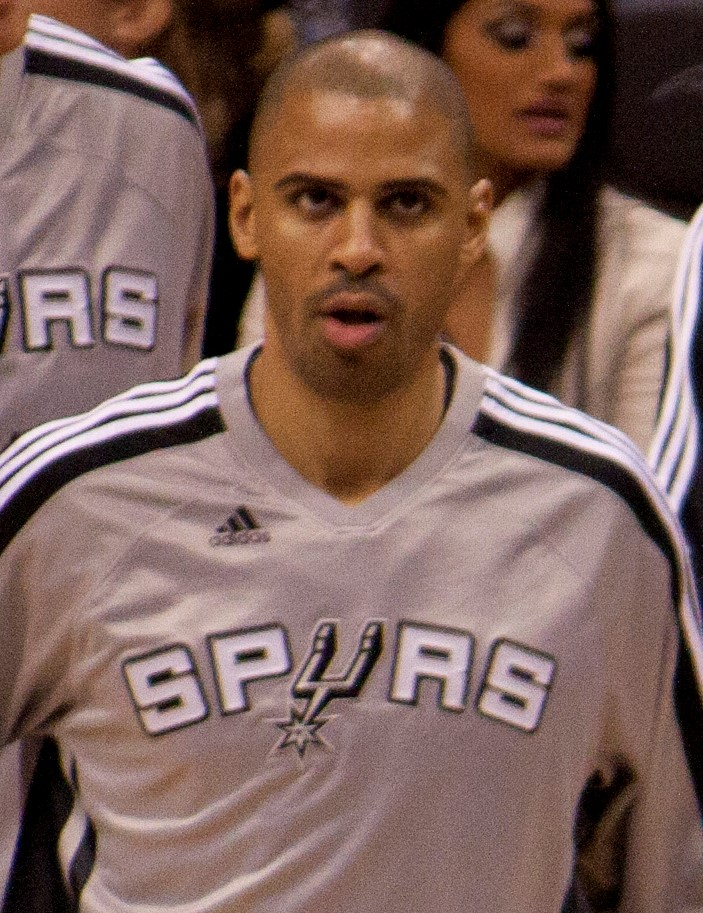
Ime Udoka

- Ime Udoka (né en 1977), joueur professionnel américano-nigérian de basket-ball, évoluant en NBA.

## V
- Tim Vollmer (né en 1946), athlète

## W
- Brad Wilk (né en 1968), musicien, batteur de rock
- Martin Wong (1946–1999), peintre

## Z
- Suzanne Zimmerman (née en 1925), nageuse

- Haut – A
- B
- C
- D
- E
- F
- G
- H
- I
- J
- K
- L
- M
- N
- O
- P
- Q
- R
- S
- T
- U
- V
- W
- X
- Y
- Z